# Масбах
Масбах (нем. Maßbach) — ярмарочная община в Германии, в земле Бавария. 
Подчиняется административному округу Нижняя Франкония. Входит в состав района Бад-Киссинген.  Население составляет 4704 человека (на 31 декабря 2010 года). Занимает площадь 59,31 км².
Ярмарочная община подразделяется на 4 сельских округа.

## Население
По оценке на 31 декабря 2015 года население общины Масбах составляет 4431 чел. 

| Дата      | 1840 | 1871 | 1900 | 1925 | 1939 | 1950 | 1961 | 1970 | 1987 | 2011 |
| --------- | ---- | ---- | ---- | ---- | ---- | ---- | ---- | ---- | ---- | ---- |
| Население | 2990 | 3465 | 3516 | 3641 | 3588 | 4570 | 4217 | 4519 | 4422 | 4600 |

| Год       | 1960 | 1970 | 1980 | 1990 | 2000 | 2009 | 2010 | 2011 | 2012 | 2013 | 2014 | 2015 |
| --------- | ---- | ---- | ---- | ---- | ---- | ---- | ---- | ---- | ---- | ---- | ---- | ---- |
| Население | 4201 | 4562 | 4411 | 4593 | 4929 | 4713 | 4704 | 4573 | 4532 | 4488 | 4455 | 4431 |